# 러브 제너레이션
러브 제너레이션(Love Generation)은 1997년 10월 13일부터 12월 22일까지 매주 월요일 21:00 - 21:54에 일본 후지테레비 계열 방송사에서 월요일 9시 드라마로 방송된 일본의 TV 드라마이다. 주연은 키무라 타쿠야(木村拓哉)와 마츠 타카코(松たか子). 일본에서는 줄여서 "러브제네"라고 했다. 캐치카피는 "이 사랑을 위해 태어났다".

## 개요
키무라 타쿠야와 마츠 타카코가 "롱 버케이션(Long vacation)"이후 다시 공연한 연속드라마. 마츠 타카코는 이 작품이 월요 9시드라마 첫 주연작이다. 11회 전편의 평균 시청률은 30.8%을 기록 (제3, 5, 8회 이외는 전회 30% 이상의 시청률을 기록), 방영 당시로서는 후지테레비 월요9시 드라마 최고의 시청률이었다 (나중에 본 작품과 같이 키무라 타쿠야와 마츠 타카코가 남녀주인공을 맡은 "HERO"가 최고 시청률을 갱신하였다). 또한 한동안 활동을 멈추었던 싱어송 라이터 오오타키 에이이치(大滝詠一)가 실로 12년만에 신곡을 발표하여, 주제가로 사용된 드라마로도 알려져 있다.
1998년 4월6일 21:30 - 23:54에는 전11화의 총편집편에 남녀 주인공의 그 후 이야기를 그린 새로 촬영된 부분을 더한 특별방송 "러브 제너레이션 '98 해피엔드부터 시작하자"가 방송되어 20%가 넘는 시청률을 기록하였다.
남자 주인공 텟페이가 여자 주인공 리코에게 말한 "ちょ待てよ！(잠만 기다려!)"는, 호리의 성대모사 (단, 호리는 드라마의 대사를 듣고 한 것이 아니고 이미지였다고 했음) 등으로 유명해졌다.
1997년부터 1998년에 걸쳐 후지테레비에서 VHS로 발매되었다. 2018년 3월16일에는 BD/DVD가 발매되었다.

## 줄거리
광고 대리점의 크리에이티브부에서 일하는 카타키리 텟페이(키무라 타쿠야)는 갑자기 원하지 않게 영업부로 부서이동 발령이 난다. 업친데 덮친 격으로, 전에 사귀었던 여자친구 미즈하라 사나에(水原さなえ)가 친형인 소이치로(荘一郎)와 약혼을 한 것을 알게되어, 공적으로나 사적으로나 최악의 상태에 직면한다. 게다가 새로운 근무부서인 영업부에서는 건방진 여직원 우에스기 리코(마츠 타카코)에게 자랑꺼리이던 긴 머리를 싹뚝 잘려버렸다. 텟페이는 리코와 사사건건 부딪히면서도 익숙하지 않은 영업 업무를 수행해 가는 한편, 마침내 두 사람의 사이는 운명적인 사랑으로 발전해 간다.

## 주제가
- 오오타키 에이이치(大滝詠一)의 "幸せな結末(행복한 결말)" (삽입곡으로는 같은 싱글 B면에 들어 있는 "HAPPY ENDではじめよう (해피엔드로 시작하자)"가 사용되었다. 또한, 이 곡에는 드라마에서만 사용된 쿠사츠버젼이 존재한다.）"幸せな結末(행복한 결말)"은 오오타키 에이이치가 만든 곡들의 특징이 잘 반영된 명곡. 이 주제가는 매우 짧은 기간 동안에 만들어졌기 때문에, 첫회 방송 직전에 녹음이 끝나서 간신히 방송에 맞출 수 있었다. 그 때문에 이 드라마의 사전 홍보영상이나 방송일 아침에 방송된 "めざましテレビ (잠깨우기 테레비)"에서 소개할 때는 오오타키의 이전 히트곡인 "恋するカレン(사랑하는 카렌)"이 사용되었다.